# 大門村 (埼玉県)
大門村（だいもんむら）は、埼玉県北足立郡に存在した村。
1956年（昭和31年）4月1日に同郡戸塚村、野田村と合併し美園村となったことで消滅した。

## 地理
埼玉県中央（北足立）地域の南東部に位置する。 旧村域の東側を綾瀬川が、西部の台地の縁を見沼代用水東縁がそれぞれ北から南に流れる。また村西側は芝川からも近い。綾瀬川に近い東部、見沼代用水・芝川に近い西部は沖積平野となっている。それに挟まれる中央部は、南北にのびる大宮台地鳩ヶ谷支台の上に位置する。
村を南北に日光御成街道（現在の埼玉県道105号さいたま鳩ヶ谷線）が貫いている。江戸時代、大門には日光御成街道の宿場である大門宿が置かれていた。
2011年（平成23年現在）におけるさいたま市緑区の東部南側、すなわち大門、下野田、北原、間宮、玄蕃新田及び東大門、並びに川口市北端部、すなわち差間、行衛及び北原台が、ほぼ旧村域にあたる。2001年（平成13年）、埼玉高速鉄道が開業に伴い終着駅として旧大門村域北部に浦和美園駅が開設されたが、駅名正式決定までの仮称は「浦和大門駅」であった。

## 歴史
- 1889年（明治22年）4月1日 - 町村制施行に平行して大門町、下野田村、北原村、間宮村、差間村と玄蕃新田の1町4村1新田が合併し、大門村成立[3]。各旧村は野田村の大字となる[1]。
- 1928年（昭和3年）12月25日 - 武州鉄道、岩槻〜武州大門間延伸開業。大門村には武州大門駅が開設される。
- 1936年（昭和11年）12月31日 - 武州鉄道、武州大門〜神根間延伸開業。大門村には下大門、行衛の2駅が開設される。
- 1938年（昭和13年）9月3日 - 武州鉄道が経営難を理由に廃止される。
- 1956年（昭和31年） 4月1日 - 南隣の戸塚村、北隣の野田村と合併、美園村が成立[3]。大門村は消滅した。
- 1962年（昭和37年）5月1日[3]
  - 美園村のうち、旧大門村の差間・行衛と旧戸塚村が川口市に編入される。
  - 美園村のうち、旧大門村の残部と旧野田村が浦和市に編入される。

消滅以降の歴史については、美園村、緑区、川口市の項を参照のこと。